# Husayn de Zaragoza
Husayn de Zaragoza (en árabe: حسين بن يحي الانصاري‎ Ḥusayn ibn Yaḥyà al-Anṣārī o الحسين بن يحي الانصاري Al-Ḥusayn ibn Yaḥyà al-Anṣārī) era valí de esa ciudad en 777 y todavía la gobernaba en 781.
En 774 Husayn conspiró con la aristocracia yemenita contra el emir, proclamando el gobierno del califato abásida en al-Ándalus. Como respuesta, el emir envió al General Abd al-Melek bin Umar, que obtuvo la lealtad de Abu Taur de Huesca y el valí de Tudela, pero que fue rechazado en Zaragoza.
En el año 777 Husayn se alió con Sulayman ben al-Arabí de Barcelona y Abu Taur de Huesca contra el emir de Córdoba. En la Dieta de Paderborn Sulayman ofreció a Carlomagno la sumisión de los tres, pero seguramente se excedió con las promesas, porque Husayn no estaba dispuesto a entregar Saraqusta a los francos. Cuando Carlomagno llegó ante la ciudad en el 778, Husayn se negó a abrir las puertas y alegó que él, personalmente, no había prometido nada. Carlomagno sitió la ciudad sin éxito y al cabo de un mes se retiró, y en el verano su ejército sufrió una grave derrota en la batalla de Roncesvalles.
Husayn se mantuvo rebelde hasta el año 781 cuando el emir de Córdoba atacó la ciudad con un ejército poderoso comandado por Thalaba ibn Ubayd-Al·lah al-Judhamí, y lo obligó a someterse. A cambio de la lealtad, Husayn conservó el cargo. Su hijo, Said bin Husayn, fue entregado al emir como rehén.